# دوقية نيوباتريا
دوقية نيوباتريا (الكتالونية: Ducat de Neopàtria؛ اليونانية: Δουκάτο Νέων Πατρών؛ اللاتينية: Ducatus Neopatriae) كانت إحدى المقاطعات الصليبية التي أقيمت بعد غزو الإمبراطورية البيزنطية خلال الحملة الصليبية الرابعة. كانت تقع في وسط اليونان، في منطقة ثيساليا.
واحتلت في 1319 من قبل قوات المرتزقة «الموقافارز» ( مشتقة من كلمة المخابر أو المغاور بالعربية) من الفرقة الكاتالونية بقيادة الأمير ألفونسو فاديريك من صقلية، والذي نٌصب دوق عليها.
خلال عام 1377 اتخذ لقب دوق نيوباتريا من قبل الملك بيدرو الرابع ملك أراغون.
في 1375 غزا ستيفان دوسان ملك الصرب جزءا من أراضيها وبالإضافة الهجمات التدريجية للإمبراطورية البيزنطية ادى إلى انخفاض ممتلكات الدوقية.
وأخيرا، في عام 1390، سقطت بالكامل في أيدي جمهورية فلورنسا.